# Esther Raab

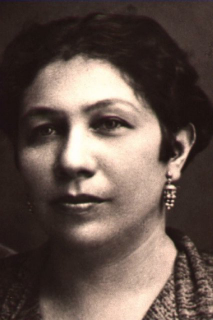
Esther Raab

Esther Raab (* 1894 in Petah Tikva, Palästina; † 1981 ebenda, Israel) war eine israelische Dichterin.

## Leben

### Herkunft und Jugend
Esther Raabs Großvater Eliezer Raab emigrierte mit seinem Bruder, zwei Schwestern und seinem Sohn Judah (1858–1948) im Jahr 1876 aus dem ungarischen Dorf Szent István nach Palästina und ließ sich in Jerusalem nieder. Judah heiratete in zweiter Ehe Lea (geb. Scheinberger). Im Jahr 1878 schloss sich das Paar einer Gruppe von Siedlern an, die die Stadt Petah Tikvah gründeten. Esther Raab wurde 1894 als das zweite von vier Kindern geboren.
Die relativ primitiven Lebensbedingungen, häufige Malaria-Anfälle, die Schule und frühe Romanzen prägten sie als Frau, die Not kennengelernt hatte. Sie genoss es zu lernen, während ihr Vater den Schulbesuch kategorisch ablehnte, nachdem entschieden wurde, dass junge Männer und Frauen in den gleichen Klassenzimmern unterrichtet werden sollten.
Obwohl ihre formale Ausbildung im Alter von 15 Jahren endete, konnte sie Hebräisch lesen und hatte sich Kenntnisse der deutschen und französischen Literatur angeeignet. Später verfolgte sie einige Studien an der Pariser Sorbonne. Während der späten Adoleszenz unterstützte sie die Pionierarbeiten der Kibbuzum von Degania und Nes Ziona. Im Alter von 19 Jahren arbeitete sie als Lehrerin und schrieb ihre ersten Gedichte.
Die Verhältnisse in Palästina waren für ihre Familie so schwer, dass Esther Raab im Jahr 1921 zu Verwandten nach Ägypten geschickt wurde.

### Leben als Dichterin

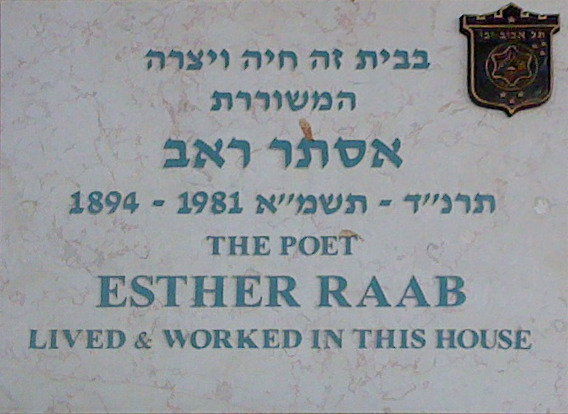
Gedenktafel am ehemaligen Wohnhaus von Esther Raab in Tel Aviv

Im Dezember 1921 heiratete Esther Raab ihren Cousin Isaac Grün (geboren 1888). Grün war ein verständnisvoller Ehemann, der sie ermutigte, ihre literarischen Interessen zu verfolgen und der ihre Besuche in Frankreich unterstützte.
1922 wurden ihre ersten Gedichte veröffentlicht.
Nach etwa fünf Jahren in Kairo zog das Ehepaar nach Israel und baute ein imposantes, rotes Haus in Tel-Aviv, das sich zu einem Zentrum für Schriftsteller und Maler etablierte. Die Kinderlosigkeit in ihrer Ehe, die offensichtlich auf ihre zahlreichen Malariaerkrankungen zurückzuführen war, und die Totgeburt eines Sohnes im Jahr 1924 waren für sie besonders schmerzhaft. Isaac Grün starb unerwartet im Januar 1930, dem Jahr, in dem Esther Raabs erstes Buch, Kimshonim (Disteln), veröffentlicht wurde.
Grüns früher Tod hatte einen signifikanten Einfluss auf ihre literarische Produktivität, danach „wollte sie nicht mehr schreiben und nichts mehr veröffentlichen, sie fühlte sich wie eingefroren und verwaist“.
Eine zweite Ehe mit dem Künstler Arieh Allweil war nur von kurzer Dauer – sie hielt von 1932 bis 1935. Finanzielle Schwierigkeiten überschatteten den Rest ihres Lebens, in dem ihre poetischen Arbeiten oft für kurze oder längere Zeiträume (zum Beispiel von 1935 bis 1947) ruhten. Sie unterhielt enge Beziehungen zu ihrer Großfamilie, vor allem zu ihrem Neffen, dem Schriftsteller Ehud Ben-Ezer. Er diente ihr 1981 als Nachlassverwalter.

## Rezeption
Esther Raab wird häufig als die erste „gebürtige“ israelische Dichterin bezeichnet. Sie wurde im osmanisch geprägten Palästina geboren und erlebte die Gründung des Staates Israel im Alter von 52 Jahren.
Das literarische Etablissement war unter dem Einfluss von Chaim Nachman Bialik in den frühen 1920er Jahren nicht besonders offen für Werke von Frauen. Die Arbeiten von Elisheba, Rachel, Jocheved Bat-Miriam und Esther Raab stellten im Bereich der modernen hebräischen Poesie eine Art revolutionäres Phänomen dar. Esther Raab spielte aufgrund ihrer mangelnden Schulausbildung darin eine wichtige Rolle.
Das bedeutendste Buch bleibt ihr erstes, Kimshonim, eine Sammlung von 32 Gedichten. Die meisten sind kurz, ohne Titel und weitgehend ungereimt. Raabs Sprache und Metaphern sind unverblümt und kompromisslos. Durch ihre Aufmerksamkeit auf die Details der Flora in Palästina beschreibt sie eine Fülle von besonderen Pflanzen, die sie in ihrer Jugend kennengelernt hat. Ihr Ziel war nicht, eine Landschaft vorzustellen, sondern die unter der Oberfläche brodelnden Emotionen zu präsentieren. Sie erlebte das Land nach eigenen Angaben in ständiger Bewegung.
Ihre Bedeutung als Dichterin, als Frau und als Pionierin wird in vielen Bereichen ihrer Arbeit durch die Tiefe und Reichweite ihrer Stimme deutlich. Sie wurde als Dichterin der Natur gefeiert, weil sie die Landschaften Israels in einem neuen Kontext spiegelte. Trotzdem, oder vielleicht gerade deshalb, wurde sie oftmals bei Umfragen über hebräische Poesie ignoriert.
Raabs thematisch gewagte und technisch innovative Poesie findet zuletzt Aufmerksamkeit in der Anthologie The Defiant Muse (1999) von Dorit Weisman.
In deutschsprachiger Übersetzung sind nur wenige Gedichte von Esther Raab erschienen.

## Schriften in hebräischer Sprache
- Kimshonim (Disteln). Poesie, Hedim, Tel Aviv 1930.
- Shirei Esther Raab (Gedichte von Esther Raab). Massada, Tel Aviv 1964.
- Tefilah Aharonah (Letztes Gebet). Poesie, Am Oved, Tel Aviv 1972.
- Gan She-Harav (Ein Garten zerstört). Prosa und Poesie, Tarmil,  Tel Aviv 1983.
- Kol Ha-Shirim (Gesammelte Gedichte). Zmora Bitan, Tel Aviv 1988.